# Iffendic
Iffendic (en bretó Ilfentig, en gal·ló Fendic) és un municipi francès, situat a la regió de Bretanya, al departament d'Ille i Vilaine. L'any 2006 tenia 3.778 habitants.

## Demografia
| 1962                                       | 1968  | 1975  | 1982  | 1990  | 1999  |
| ------------------------------------------ | ----- | ----- | ----- | ----- | ----- |
| 2.736                                      | 2.528 | 2.416 | 2.580 | 2.676 | 3.047 |
| Des de 1962: població sense dobles comptes |       |       |       |       |       |

## Administració
| Període   | Identitat                  | Partit        |
| --------- | -------------------------- | ------------- |
| 1944-1965 | Louis Delahaye             |               |
| 1965-1972 | Eugène Jean                |               |
| 1971-1983 | Pierre Pinault             |               |
| 1983-1995 | Guy Colliaux               |               |
| 1995-2006 | Rémi Demeuré               |               |
| 2006-     | Christophe Martins Marques | Divers gauche |